# Верховский, Павел Владимирович
Павел Владимирович Верховской (Верховский) (31 декабря 1879, Санкт-Петербург — 10 апреля 1943, Инта) — российский юрист, церковный историк, доктор церковного права, профессор.

## Биография
Происходил из дворянской семьи Верховских. Родился в Санкт-Петербурге 31 декабря 1879 года[по какому календарю?].
Окончил 2-ю Санкт-Петербургскую гимназию, юридический факультет Санкт-Петербургского университета с дипломом 1-й степени (1902) и Санкт-Петербургскую духовную академию со степенью кандидата богословия (1906).
С 3 июня 1906 года — коллежский секретарь, служащий в канцелярии обер-прокурора Святейшего Синода. В 1907 году стал одним из организаторов реального училища единоверческого братства им. цесаревича Алексея. 28 февраля 1909 года назначен и. д. доцента по кафедре истории русского права Варшавского университета. 18 мая 1909 года на юридическом факультете Петербургского университета защитил магистерскую диссертацию «Населенные недвижимые имения Святейшего Синода, архиерейских домов и монастырей при ближайших преемниках Петра Великого, 15 июля 1726 — 12 января 1763 гг.»; диссертацию писал в 1903—1906 гг. на кафедре церковного права университета под руководством М. И. Горчакова. С 20 мая 1909 года — экстраординарный и с 26 ноября 1913 года ординарный профессор по кафедре истории русского права Варшавского университета. Состоял действительным членом Русского военно-исторического общества.
В 1915 году переехал в Ростов-на-Дону, вместе с эвакуированным сюда Варшавским университетом.
20 мая 1917 года Советом Московского университета был утверждён в степени доктора церковного права после защиты диссертации: «Учреждение Духовной коллегии и Духовный регламент: К вопросу об отношении Церкви и государства в России». С 15 октября 1917 года — ординарный профессор по кафедре церковного права Донского университета. В своей диссертации П. В. Верховский отмечал:

сущность церковной реформы Петра Великого заключается вовсе не в том, как думают некоторые, что единоличное будто бы правление патриарха он заменил коллегиальным Духовной коллегии, а в том, что он лишил Русскую Церковь её самостоятельного и независимого существования как определенного юридического института и ввел в состав русского государственного устройства как его интегральную часть

Как член Предсоборного совета (работал в его I, II, VIII и IX отделах) по избранию от Донского университета участвовал 1—12 июня 1917 года во Всероссийском съезде духовенства и мирян в Москве. Был избран членом Поместного собора Православной российской церкви, но на Соборе присутствовать не смог из-за тяжёлой болезни дочери. Автор проекта принятого Собором «Определения Священного Собора Православной Российской Церкви о правовом положении Православной Российской Церкви».
В 1918—1919 годах преподаватель Закона Божия в Ростовском коммерческом училище, член правления храма Александра Невского в Ростове-на-Дону, издатель журнала «Церковь и жизнь».
В мае 1919 году член Юго-Восточного Русского Церковного Собора в Ставрополе и Временного Высшего Церковного Управления на Юге России. Составитель обвинительного акта по делу епископа Агапита (Вишневского).
31 августа 1920 года резолюцией епископа Ростовского и Таганрогского Арсения (Смоленца) определён настоятелем Рождество-Богородицкого храма в Ростове-на-Дону и после рукоположения в сан иерея 19 сентября 1920 года приступил к обязанностям настоятеля; 21 сентября уволен из университета. С 1921 года протоиерей, автор циркуляра ростовского епископа и «Обязательного постановления Донисполкома», разъясняющих декрет об отделении Церкви от государства.
Был арестован 12 июля 1921 года по обвинению в участии в «к/р организации князя Ухтомского» и хотя виновным себя не признал, в сентябре освобождён под подписку о невыезде; 23 октября 1921 года на него было заведено отдельное дело; 7 декабря 1921 года по требованию начальника Особого отдела ВЧК Артузова он прибыл в Москву и был немедленно арестован. Через полгода освобождён из внутренней тюрьмы ГПУ под подписку о невыезде из Москвы. С 11 июля 1922 года устроился на работу в Центральный институт труда ВЦСПС в Москве, но 7 октября был вновь арестован и в 1923 году приговорён к смертной казни, заменённой на 10 лет лишения свободы; 28 февраля 1924 года по частной амнистии Президиума ВЦИК выпущен из Таганской тюрьмы с заменой оставшегося срока заключения на принудительные работы.
Во время заключения жена и трое детей находились в Петрограде, где также проживали его три брата и две сестры. Учитывая неизлечимую болезнь жены и бедственное состояние семьи, после освобождения он принял решение не возвращаться к священническим обязанностям и вновь поступил на службу в Центральный институт труда (жил в с. Всехсвятское под Москвой). Расценивал свой отказ от священства как «трагедию души» и, по-видимому, считал такое положение временным.
В 1936 году по старому делу приговорён к 10 годам лагерей и отправлен в Карагандинский ИТЛ, затем переведён в Соликамск, в 1942 году освобождён и выслан в Ишим Омской области. Умер в Инте (Коми АССР) 10 апреля 1943 года.

## Семья
Венчался 4 февраля 1907 года с Ириной Петровной Аникеевой. В 1908 году у них родилась дочь Наталья, в 1911 — сын Дмитрий, в 1918 — дочь Ирина.

## Награды
- орден Св. Станислава 3-й степени (1911)
- орден Св. Станислава 2-й степени (1914)
- орден Св. Анны 2-й степени (1917)[1]

## Архивы
- Научно-исследовательский отдел рукописей Российской государственной библиотеки. Ф. 50: Верховские. Верховские Павел Владимирович (1879—1943), Ирина Петровна (урождённая Аникиева), 1893—1914. — 99 ед. хр.
- ГАРФ. Ф. 8409. Оп. 1. Д. 1491. Л. 20–21.
- ЦГИА СПб. Ф. 14. Оп. 1. Д. 9760; Оп. 3. Д. 14414, 35209; Ф. 139. Оп. 1. Д. 11139; Ф. 875. Оп. 1. Д. 488.
- ГА Ростовской обл. Ф. 527. Оп. 3. Д. 754; Ф. 226. Оп. 21. Д. 464а.
- Архив УФСБ по Ростовской обл. Д. П-59205;